# Mohammed Aziz Lahbabi
Mohammed Aziz Lahbabi (* 25. Dezember 1922 in Fès; † 23. August 1993 in Rabat) war ein marokkanischer Philosoph und Schriftsteller, der Werke in französischer und arabischer Sprache publizierte.
Lahbabi studierte an der Sorbonne in Paris und war später Professor für Philosophie an der Mohammed-V.-Universität in Rabat.